# Jun Tanaka
Jun Tanaka (født 1. september 1983) er en tidligere japansk fodboldspiller.
Han har spillet for flere forskellige klubber i sin karriere, herunder Thespa Kusatsu.